# Krylovia popovii
Krylovia popovii là một loài thực vật có hoa trong họ Cúc. Loài này được (Botsch.) Tamamsch. mô tả khoa học đầu tiên năm 1959.